# たとえば…こんなラジオ
たとえば…こんなラジオは、韓国のKBSワールドラジオの日本向け日本語放送で2007年から2008年まで放送されていたディスクジョッキー番組である。2007年からはたとラジの略称も使用されている。

## 概要
開始当初は月1回最終土曜日だけの番組であったが、2007年1月から毎週土曜日になった(詳細はラッコのいきいき週末の項を参照)。メインパーソナリティはドクター・シンこと申龍（シン・ヨン）が担当していたが、2008年5月に番組内での予告なく降板し（KBSワールドを離れることは玄海灘に立つ虹で突然発表）、その後は金孝宣（キム・ヒョソン）がメインパーソナリティとなった。韓国で起きたさまざまな出来事に関するコメントや、リスナー参加型コーナーで成り立つ。番組改編に伴い2008年8月で終了。
メインパーソナリティのドクター・シンは、高校時代には既に日本語をつかいこなしていたようで、「鶴光のオールナイトニッポン」など、日本の深夜放送などもきいていた。番組は必ず「みなさんこんばんわ」で始まり、深夜放送的な雰囲気を狙っていた。

## 放送内容
- ラジオ体操の時間です

番組のメインコーナーとして、後述の「まゆみのなんでもベスト5」に替わって2006年4月より開始。「ダウト」(後述)と交互に隔週放送。毎回一つのテーマを設け、それに対する意見をリスナーから募集する。最終的に、一番共感できる意見を、スタジオの外にいるスタッフのなかから多数決をとり、「今月のチャンピオン」を決定する。コーナー名の由来は、メインパーソナリティーのドクター・シン曰く「ラジオ体操と同様に、リスナーが参加することが一番大事なコーナー」であるため。ちなみにこのコーナーでは、一色まゆみが担当し「まゆみのなんでもベスト5」より引き続き出演している。コーナーのテーマ音楽には、かつてKBS国内向けラジオで放送されていた「国民体操」の前奏部分がかけ声ごと用いられていた。
- たとラジスペシャルトークショー「ダウト」

番組のもうひとつのメインコーナーとして2007年5月より開始。「ラジオ体操の時間です」と交互に隔週放送。一人のゲストとのトークのなかで、ゲストがつく嘘をリスナーが予想する。ゲストは大半が日本語班のスタッフであったため、日本語班紹介の役割も果たした。また、このコーナーで初めて出演したおたより係の権真実（クォン・ジンシル）に大きな反響が寄せられ、やがて番組内に独立したコーナーを持つこととなった。また、これをきっかけにお誕生日コーナーも彼女が担当することになった。
- 奇妙な話

韓国で起きた奇妙な事件・事故を検証していく。未解決の出来事も取り上げることがある。特に、国際放送では触れられることがなかった過去の暴動事件・弾圧事件についても触れた。ここではメインパーソナリティーのドクター・シンが二つの声を使い分け、彼が架空の老大学教授に尋ねるという形式をとっていた。
- 聞き捨てならぬ

2007年1月より開始。過去の人物やKBSワールドラジオの番組で放送された発言を解説する。
- まゆみのなんでもベスト5

その名もずばり、韓国でのいろいろなランキングをベスト5形式で送る。
- ジンシルの部屋

リスナーの要望からうまれた現役大学生（当時）のお便り係の権真実（クォン・ジンシル）によるトークエッセイ風のコーナー。このコーナーは2008年春にメインパーソナリティーのドクター・シンが権真実（クォン・ジンシル）を呼んで、番組一回分を使って公開うちあわせをし、ジンシルという名前からとった「真実房（ジンシルバン）」というタイトルではじめることになったが、急きょやたら長いスローガンのようなタイトルに変更された。第一回目はメインパーソナリティーのドクター・シンとのかけあいで進められたが、メインパーソナリティーのドクター・シンが一時KBSワールドラジオを離れたため、第二回からは一人喋りとなった。このコーナーはラジオだけでなく、インターネットを通じて映像でも放送された。KBS日本語放送による、初めてのレギュラー動画コーナーでもある。
- 特別企画

2007年から2008年にかけて番組の人気が上昇し、メインパーソナリティーのドクター・シンもこれに応えるべくさまざまな実験的企画を打った。たとえば2007年の4月には玄海灘に立つ虹を模したエイプリルフール用のコーナーを放送しようとしたが、送信所の担当者が誤送出と勘違いしたため、1回目の放送直前に前週の内容に差し替えられてしまった。日本のモニターからKBS日本語部あてにすぐに連絡が飛んだものの、週末などをふくめさまざまな理由が重なって対応がおくれ、21時の放送で正規の内容に直された。翌週の冒頭でこのドタバタについての解説があった。また、この番組最後の出演となった回では、KBS日本語班のスタッフである劉昌模（ユー・チャンモ）と金鉉起（キム・ヒョンギ）の3人で兵役期間中の思い出や内情を語る大胆な座談会を放送した。この座談会によれば、KBS日本語班のスタッフの劉昌模（ユー・チャンモ）は兵役期間中に工兵部隊、金鉉起（キム・ヒョンギ）は視力が低いため酒保（特殊部隊員の住む団地の軍営スーパーの店員）、そしてメインパーソナリティーのドクター・シンは日本語の能力を高く買われて海外情報関係のセクションに配属されていたというエピソードを紹介した。